# Cathorops fuerthii
Cathorops fuerthii är en fiskart som först beskrevs av Steindachner, 1877.  Cathorops fuerthii ingår i släktet Cathorops och familjen Ariidae. IUCN kategoriserar arten globalt som otillräckligt studerad. Inga underarter finns listade i Catalogue of Life.